# Lewalt (herb szlachecki)
Lewalt – herb szlachecki.

## Opis herbu
W polu czerwonym ramię zbrojne srebrne, trzymające pierścień z turkusem. Klejnot: panna w koronie trzyma taki sam pierścień oraz trzy czarne pióra.

## Najwcześniejsze wzmianki
Herb ten pochodzi z Kurlandii (Inflant). Nadany ok. 1500-1550 roku.

## Herbowni
Meyer, Majer, Mejer, Lewalt, Liber i Lewalski.